# Jasionówka (gromada)
Jasionówka – dawna gromada, czyli najmniejsza jednostka podziału terytorialnego Polskiej Rzeczypospolitej Ludowej w latach 1954–1972.
Gromady, z gromadzkimi radami narodowymi (GRN) jako organami władzy najniższego stopnia na wsi, funkcjonowały od reformy reorganizującej administrację wiejską przeprowadzonej jesienią 1954 do momentu ich zniesienia z dniem 1 stycznia 1973, tym samym wypierając organizację gminną w latach 1954–1972.
Gromadę Jasionówka z siedzibą GRN w Jasionówce utworzono – jako jedną z 8759 gromad – w powiecie monieckim w woj. białostockim, na mocy uchwały nr 19/V WRN w Białymstoku z dnia 4 października 1954. W skład jednostki weszły obszary dotychczasowych gromad Jasionówka, Jasionóweczka, Czarnystok i Górnystok oraz trzy kolonie wsi Kalinówka Królewska z dotychczasowej gromady Kalinówka Królewska obejmujące parcele nr nr 834, 836 i 840 ze zniesionej gminy Kalinówka w tymże powiecie. Dla gromady ustalono 17 członków gromadzkiej rady narodowej.
31 grudnia 1959 do gromady Jasionówka przyłączono wsie Kąty i Kujbiedy oraz kolonie Andrzejów i Wyręby ze znoszonej gromady Milewskie oraz obszar zniesionej gromad Kamionka i (częściowo) Krasne Folwarczne.
1 stycznia 1972 do gromady Jasionówka przyłączono wsie Łękobudy i Milewskie ze znoszonej gromady Zofiówka.
Gromada przetrwała do końca 1972 roku, czyli do kolejnej reformy gminnej. Z dniem 1 stycznia 1973 roku utworzono gminę Jasionówka.